# Gresham (Oregon)
Gresham é uma cidade localizada no estado norte-americano do Oregon, no Condado de Multnomah.

## Geografia
De acordo com o United States Census Bureau, a cidade tem uma área de 60,7 km², onde 60,1 km² estão cobertos por terra e 0,6 km² por água.

### Localidades na vizinhança
O diagrama seguinte representa as localidades num raio de 12 km ao redor de Gresham.

## Demografia
Segundo o censo nacional de 2010, a sua população é de 105 594 habitantes e sua densidade populacional é de 1 757,33 hab/km². É a quarta cidade mais populosa do estado. Possui 41 015 residências, que resulta em uma densidade de 682,59 residências/km².